# Frank Michael (Sänger)

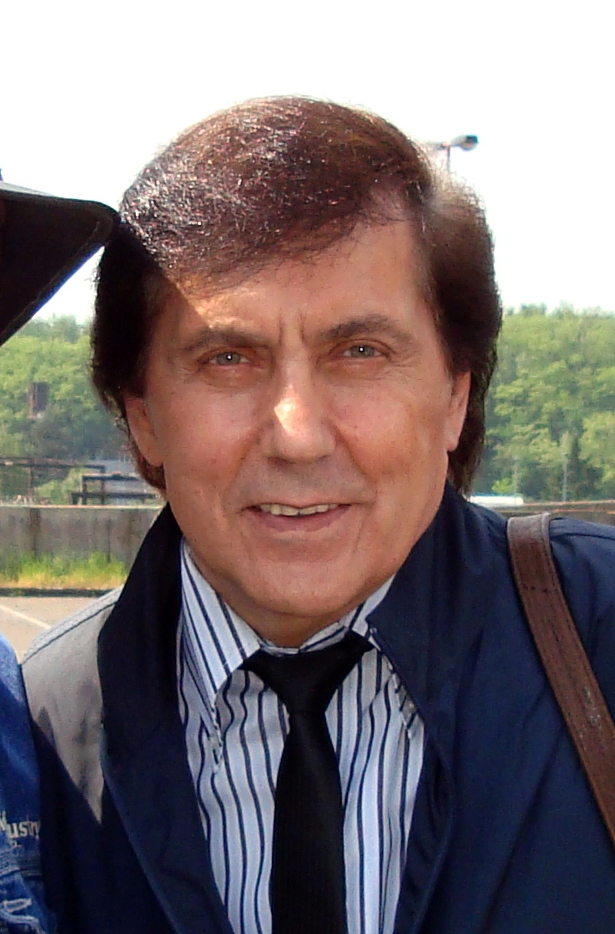
Frank Michael (2011)

Frank Michael (* 7. Mai 1953 in Bedonia; bürgerlich Franco Gabelli) ist ein belgischer Sänger.

## Biografie
Frank Michael wurde 1947 in Bedonia in Italien als Franco Gabelli geboren. Gemeinsam mit seiner Familie verließ er Italien im Alter von drei Jahren und wuchs in der belgischen Stadt Seraing in der Provinz Lüttich auf; hier absolvierte er eine Lehre als Elektrotechniker.
Frank Michaels begann als Musiker und seine Debüt-Single Je ne peux vivre sans toi erschien 1974 bei der Plattenfirma RCA. Sein musikalischer Stil bewegt sich dabei in der Tradition Mike Brants und Frédéric François’.
Seine größten musikalischen Erfolge sind Dites-lui que je l’aime (1974), San Angelo (1985, die französische Version von Am weißen Strand von San Angelo des deutschen Schlagersängers G. G. Anderson), Il est toujours question d’amour (2001) sowie das von Didier Barbelivien komponierte Lied Après tant d'annés d’amour, mit dem er im Jahre 2003 Platz 7 der französischen Single-Charts erreichte und das auch in Belgien und der Schweiz in der Single-Hitparade klassiert war. 
Im Jahre 2007 versuchte er mit Weißt Du noch? – Je n’oublie pas, einem Duett mit der Schlagersängerin Mary Roos stärker auch im deutschsprachigen Europa Fuß zu fassen. 2013 konnte er sich mit seinem Song Quelques mots d’amour in den Charts platzieren und stand in den wallonischen Charts in Belgien für drei Wochen an der Chartspitze.

## Diskografie

### Studioalben
| Jahr | Titel Musiklabel                                  | Höchstplatzierung, Gesamtwochen, AuszeichnungChartplatzierungen (Jahr, Titel, Musiklabel, Platzierungen, Wochen, Auszeichnungen, Anmerkungen) | Höchstplatzierung, Gesamtwochen, AuszeichnungChartplatzierungen (Jahr, Titel, Musiklabel, Platzierungen, Wochen, Auszeichnungen, Anmerkungen) | Höchstplatzierung, Gesamtwochen, AuszeichnungChartplatzierungen (Jahr, Titel, Musiklabel, Platzierungen, Wochen, Auszeichnungen, Anmerkungen) | Höchstplatzierung, Gesamtwochen, AuszeichnungChartplatzierungen (Jahr, Titel, Musiklabel, Platzierungen, Wochen, Auszeichnungen, Anmerkungen) | Anmerkungen                                                                         |
| Jahr | Titel Musiklabel                                  | FR | BEW | DE | CH | Anmerkungen                                                                         |
| ---- | ------------------------------------------------- | --- | --- | --- | --- | ----------------------------------------------------------------------------------- |
| 1992 | Crooner                                           | FR137 (1 Wo.)FR | — | — | — | Charteinstieg in FR erst 2005                                                       |
| 1997 | Toutes les femmes sont belles                     | FR39 (7 Wo.)FR | BEW34 (3 Wo.)BEW | — | — |                                                                                     |
| 1997 | Les plus belles chansons italiennes               | FR189 (1 Wo.)FR | BEW35 (3 Wo.)BEW | — | — | Charteinstieg in FR erst 2005                                                       |
| 1998 | Le chanteur des amoureux                          | FR34 (14 Wo.)FR | BEW24 (3 Wo.)BEW | — | — |                                                                                     |
| 2000 | Il est toujours question d’amour...               | FR9 (27 Wo.)FR | BEW35 (6 Wo.)BEW | — | — |                                                                                     |
| 2000 | J’peux pas t’oublier                              | FR159 (1 Wo.)FR | — | — | — | Charteinstieg in FR erst 2005                                                       |
| 2000 | D’amour et de tendresse                           | FR98 (4 Wo.)FR | BEW35 (6 Wo.)BEW | — | — |                                                                                     |
| 2003 | Entre nous                                        | FR8 Gold · (25 Wo.)FR | BEW10 (7 Wo.)BEW | — | CH60 (2 Wo.)CH |                                                                                     |
| 2003 | Thank You Elvis                                   | FR19 (17 Wo.)FR | BEW31 (4 Wo.)BEW | — | — |                                                                                     |
| 2004 | La force des femmes                               | FR8 ×2Doppelgold · (50 Wo.)FR | BEW25 (29 Wo.)BEW | — | — |                                                                                     |
| 2006 | Les couleurs de ma vie                            | FR6 Gold · (23 Wo.)FR | BEW8 (19 Wo.)BEW | — | — |                                                                                     |
| 2008 | Mes hommages                                      | FR25 (14 Wo.)FR | BEW20 (15 Wo.)BEW | — | — |                                                                                     |
| 2009 | Rue des amours Nando / Warner Music               | FR10 Platin · (43 Wo.)FR | BEW26 (17 Wo.)BEW | — | — | Erstveröffentlichung: 20. November 2009                                             |
| 2010 | Joyeux Noël Nando / Warner Music                  | FR22 Gold · (10 Wo.)FR | BEW16 (13 Wo.)BEW | — | — | Erstveröffentlichung: 15. November 2010                                             |
| 2011 | Les chansons d’amour                              | FR152 (2 Wo.)FR | BEW41 (9 Wo.)BEW | — | — |                                                                                     |
| 2013 | Quelques mots d’amour Nando / Warner Music        | FR6 Gold · (23 Wo.)FR | BEW1 Gold · (36 Wo.)BEW | — | — |                                                                                     |
| 2013 | Encore quelques mots d’amour Nando / Warner Music | FR8 Gold · (21 Wo.)FR | BEW4 Gold · (53 Wo.)BEW | — | — | Erstveröffentlichung: 1. November 2013 erweiterte Fassung von Quelques mots d’amour |
| 2014 | Bonjour l’amour Nando / Warner Music              | FR13 Platin · (22 Wo.)FR | BEW6 Gold · (31 Wo.)BEW | — | — | Erstveröffentlichung: 24. November 2014                                             |
| 2015 | Toi, l’amour et moi Nando / Warner Music          | FR4 (19 Wo.)FR | BEW3 (40 Wo.)BEW | — | — | Erstveröffentlichung: 8. Mai 2015                                                   |
| 2016 | Écouter les femmes Nando / Warner Music           | FR21 Gold · (16 Wo.)FR | BEW2 (28 Wo.)BEW | — | — | Erstveröffentlichung: 18. November 2016                                             |
| 2017 | La Saint-Amour Nando / Warner Music               | FR14 Gold · (17 Wo.)FR | BEW4 (36 Wo.)BEW | — | CH84 (3 Wo.)CH | Erstveröffentlichung: 17. November 2017                                             |
| 2019 | Le grand amour Nando / Warner Music               | FR8 Gold · (30 Wo.)FR | BEW5 (22 Wo.)BEW | — | — | Erstveröffentlichung: 15. November 2019                                             |
| 2022 | Je vous aime toutes Parlophone / Warner Music     | FR9 (11 Wo.)FR | BEW6 (17 Wo.)BEW | — | — | Erstveröffentlichung: 14. Oktober 2022                                              |
| 2023 | La symphonie de l’amour Parlophone / Warner Music | FR16 (8 Wo.)FR | BEW25 (9 Wo.)BEW | — | — | Erstveröffentlichung: 3. November 2023                                              |

grau schraffiert: keine Chartdaten aus diesem Jahr verfügbar

### Livealben
| Jahr | Titel                            | Höchstplatzierung, Gesamtwochen, AuszeichnungChartplatzierungen (Jahr, Titel, Platzierungen, Wochen, Auszeichnungen, Anmerkungen) | Höchstplatzierung, Gesamtwochen, AuszeichnungChartplatzierungen (Jahr, Titel, Platzierungen, Wochen, Auszeichnungen, Anmerkungen) | Höchstplatzierung, Gesamtwochen, AuszeichnungChartplatzierungen (Jahr, Titel, Platzierungen, Wochen, Auszeichnungen, Anmerkungen) | Höchstplatzierung, Gesamtwochen, AuszeichnungChartplatzierungen (Jahr, Titel, Platzierungen, Wochen, Auszeichnungen, Anmerkungen) | Anmerkungen                            |
| Jahr | Titel                            | FR | BEW | DE | CH | Anmerkungen                            |
| ---- | -------------------------------- | --- | --- | --- | --- | -------------------------------------- |
| 1999 | Olympia 99                       | FR40 (13 Wo.)FR | BEW49 (1 Wo.)BEW | — | — |                                        |
| 2001 | Olympia 2001                     | FR21 (13 Wo.)FR | BEW46 (1 Wo.)BEW | — | — | Erstveröffentlichung: 15. Oktober 2001 |
| 2003 | Olympia 2003                     | FR54 (18 Wo.)FR | BEW77 (3 Wo.)BEW | — | — |                                        |
| 2007 | Au Palais des Sports – Live 2007 | FR57 (10 Wo.)FR | BEW46 (12 Wo.)BEW | — | — |                                        |

### Kompilationen
| Jahr | Titel                                | Höchstplatzierung, Gesamtwochen, AuszeichnungChartplatzierungen (Jahr, Titel, Platzierungen, Wochen, Auszeichnungen, Anmerkungen) | Höchstplatzierung, Gesamtwochen, AuszeichnungChartplatzierungen (Jahr, Titel, Platzierungen, Wochen, Auszeichnungen, Anmerkungen) | Höchstplatzierung, Gesamtwochen, AuszeichnungChartplatzierungen (Jahr, Titel, Platzierungen, Wochen, Auszeichnungen, Anmerkungen) | Höchstplatzierung, Gesamtwochen, AuszeichnungChartplatzierungen (Jahr, Titel, Platzierungen, Wochen, Auszeichnungen, Anmerkungen) | Anmerkungen                             |
| Jahr | Titel                                | FR | BEW | DE | CH | Anmerkungen                             |
| ---- | ------------------------------------ | --- | --- | --- | --- | --------------------------------------- |
| 1996 | Les grands tubes vol. 2              | — | BEW34 (4 Wo.)BEW | — | — |                                         |
| 2001 | L’essentiel – 20 succès inoubliables | — | BEW6 (10 Wo.)BEW | — | — |                                         |
| 2005 | Pour toujours                        | FR— GoldFR | BEW22 (21 Wo.)BEW | DE69 (19 Wo.)DE | — | Erstveröffentlichung: 22. November 2005 |
| 2010 | Coffret 2 CD                         | FR199 (1 Wo.)FR | — | — | — |                                         |
| 2011 | Romantique                           | FR7 Platin · (40 Wo.)FR | BEW8 Gold · (49 Wo.)BEW | — | — | Erstveröffentlichung: 28. Oktober 2011  |
| 2015 | Un jour l’amour... – Best of 3CD     | — | BEW31 (45 Wo.)BEW | — | — |                                         |
| 2015 | Mes premiers amours (1975-1985)      | FR22 Platin · (15 Wo.)FR | BEW8 (48 Wo.)BEW | — | — | Erstveröffentlichung: 6. November 2015  |
| 2021 | L’amour pour toujours                | FR31 (7 Wo.)FR | BEW25 (11 Wo.)BEW | — | — | Erstveröffentlichung: 19. November 2021 |

### Singles
| Jahr | Titel Album                            | Höchstplatzierung, Gesamtwochen, AuszeichnungChartplatzierungen (Jahr, Titel, Album, Platzierungen, Wochen, Auszeichnungen, Anmerkungen) | Höchstplatzierung, Gesamtwochen, AuszeichnungChartplatzierungen (Jahr, Titel, Album, Platzierungen, Wochen, Auszeichnungen, Anmerkungen) | Höchstplatzierung, Gesamtwochen, AuszeichnungChartplatzierungen (Jahr, Titel, Album, Platzierungen, Wochen, Auszeichnungen, Anmerkungen) | Anmerkungen |
| Jahr | Titel Album                            | FR | BEW | CH | Anmerkungen |
| ---- | -------------------------------------- | --- | --- | --- | ----------- |
| 2001 | Il est toujours question d’amour       | FR63 (6 Wo.)FR | — | — |             |
| 2003 | Après tant d’années d’amour Entre nous | FR7 (10 Wo.)FR | BEW14 (3 Wo.)BEW | CH91 (3 Wo.)CH |             |
| 2005 | Pour toutes les mamans Pour toujours   | FR21 (6 Wo.)FR | BEW13 (6 Wo.)BEW | — |             |

## Auszeichnungen für Musikverkäufe
Anmerkung: Auszeichnungen in Ländern aus den Charttabellen bzw. Chartboxen sind in ebendiesen zu finden.
| Land/RegionAuszeichnungen für Musikverkäufe (Land/Region, Auszeichnungen, Verkäufe, Quellen) | Gold       | Platin     | Verkäufe  | Quellen         |
| -------------------------------------------------------------------------------------------- | ---------- | ---------- | --------- | --------------- |
| Belgien (BRMA)                                                                               | 4× Gold4   | —          | 40.000    | ultratop.be     |
| Frankreich (SNEP)                                                                            | 11× Gold11 | 4× Platin4 | 1.175.000 | snepmusique.com |
| Insgesamt                                                                                    | 15× Gold15 | 4× Platin4 |           |                 |